# Arbre à myrrhe
Commiphora myrrha
Espèce
Classification phylogénétique
L'arbre à myrrhe  ou balsamier (Commiphora myrrha) est un arbre de la famille des Burseraceae originaire de l'Afrique de l'Est et de la péninsule Arabique. L'arbre à myrrhe était, dans la Grèce antique, consacré à Aphrodite.

## Description
Cette espèce de Commiphora est un arbuste ou un petit arbre d'une hauteur d'environ 3 m, avec de nombreuses branches écailleuses, noueuses et hérissées d'épines.
Les petites feuilles ovales caduques sont composées de trois folioles inégales.
À la fin de l'été, l'arbuste se couvre de fleurs rouge-orangé, tandis que son tronc se boursoufle de nœuds.
C'est de ces boursouflures que s'écoule la myrrhe, en petites larmes jaunes que l'on recueille une fois qu'elles ont séché.

### Principaux constituants
- Gomme (30 à 60 %)
- Polysaccharides
- Résine (25 à 40 %)
- Huile essentielle (3 à 8 %): heerabolène, eugénol, divers furanosesquiterpènes

## Aire de répartition
L'arbre à myrrhe pousse dans les régions sèches du nord-est de l'Afrique (Djibouti, Éthiopie, Soudan, Somalie, Kenya) et de la péninsule Arabique (Yémen et Oman).

## Utilisation
La résine du Commiphora myrrha, la myrrhe, est récoltée commercialement. Dans la religion chrétienne, l'encens et la myrrhe sont des offrandes des rois mages.

## Synonymes
- Balsamodendrum myrrha Nees
- Commiphora molmol (Engl.) Engl.
- Commiphora myrrha var. molmol Engl.